# 光子晶体

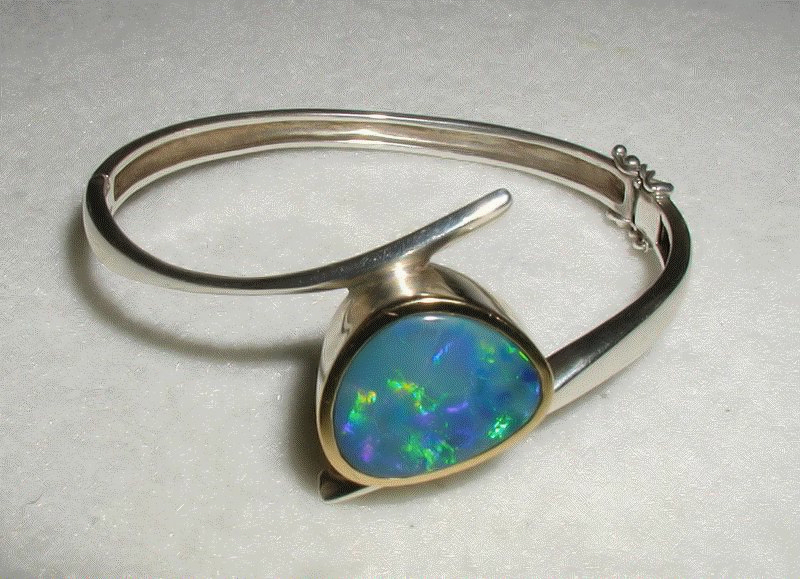
手镯上的蛋白石之所以五彩斑斓，是因为其本身有着天然的周期性微观结构。尽管它没有完全光子带隙，但这仍然是一种十分重要的天然光子晶体。

光子晶体是由周期性排列的不同折射率的介质制造的规则光学结构。这种材料因为具有光子带隙而能够阻断特定频率的光子，从而影响光子运动。这种影响类似于半导体晶体对于电子行为的影响。由半导体在电子方面的应用，人们推想可以通过光子晶体制造的器件来控制光子运动，例如制造光子计算机。另外，光子晶体也在自然界中发现。

## 原理
光子晶体在1987年由S.John和E.Yablonovitch分别独立提出，它是由不同折射率的介质周期性排列而成的人工微结构。由于介電係數存在空间上的周期性，进而引起空间折射率的周期变化。当介電係數的变化足够大且变化周期与光波长相当时，光波的色散关系会出现带状结构，此即光子能带结构（Photonic Band structures）。这些被终止的频率区间称为“光子频率禁带”（Photonic Band Gap，PBG），频率落在禁带中的光或电磁波是无法传播的。我们将具有“光子频率禁带”的周期性介电结构称作为光子晶体。特别需要指出的是，介電係數周期性排列的方向并不等同于带隙出现的方向，在一维光子晶体和二维光子晶体中，也有可能出现全方位的三维带隙结构。

## 自然界中的光子晶体
自然界中的光子晶体通常是在长期进化过程中形成的，其功能不仅体现在结构色彩的呈现上，还包括防水、自清洁、抗污染等多种生物功能。
蛋白石是自然界中最典型的光子晶体结构之一，其内部由二氧化硅微粒周期性排列构成三维有序结构。果蝇的复眼表面不仅具有对可见光的调控能力，还展现出优异的超疏水性能，提高视觉清晰度。孔雀羽毛内部存在由棒状颗粒形成的周期性排列结构，这些结构具备超疏水特性，珍珠也具有类似结构。

## 历史
尽管光子晶体的研究自从1887年就开始了，但直到一百年后的1987年，光子晶体这个名词才被第一次出现在由Eli Yablonovitch [1] 和 Sajeev John [2]分别发表在《Physical Review Letters》上的两篇关于光子晶体的标志性文章中。
1987年以前，详尽的研究多集中在一维光子晶体，即排列规则的多层半导体材料上（例如布拉格反射镜）。瑞利爵士（Lord Rayleigh）从1887年开始研究一维晶体，发现这种结构具有一维光子禁带，即对于一定波长范围的波具有极大的反射率。
直到1987，Yablonovitch和John发表了他们的标志性文章。这两篇文章都探讨了高维规则光学结构──光子晶体。Yablonovitch 的出发点是通过改变光子态的密度（photonic density of states）从而达到控制光子晶体中物质的自发发射；John 的想法则是利用光子晶体来控制光的行为。
1987年后，关于光子晶体的学术论文的数量呈现出几何级数上升的趋势。但是，由于制作光学尺寸的光子晶体的难度太大，早期的研究大多集中在理论研究及微波级光子晶体的制造上。(电磁波具有非尺寸依靠特征，所以在麦克斯韦方程的解中没有实际的尺寸，因此厘米尺寸的结构对于微波的影响和纳米尺寸结构对可见光的影响是相同的。1991年，Yablonovitch制造出了第一个在微波范围的三维光子晶体。
1996年，Thomas Krauss制作出了世界上第一个在光学尺寸上的二维光子晶体。他成功的开辟了一条新路，即利用已有的半导体技术来制造半导体材料的光子晶体。
到2017年，伴随着凝聚态物理中拓扑绝缘体的发展，光子晶体拓扑绝缘体和光子外尔晶体也都相继实现。光子晶体的拓扑性质成为当下的热点。

## 应用
光子晶体被用在各种各样的领域，从增加LED效率的反射涂层到激光腔中的反射镜（例如VCSEL）。在Bykov 的关于一维光子晶体结构的理论研究中，他第一次研究了在光子晶体中，光子禁带对于镶嵌其中的原子分子的自发辐射的影响。Bykov还推测了二维以及三维光子晶体对自发发射的影响。但是，他的想法并没有受到重视。
如今，二维光子晶体，即半导体的薄片堆层应用在很多领域；如利用全内反射将光限制在晶体中而产生光子晶体效应及控制光的色散。世界上有很多研究围绕在利用光子晶体制作计算机芯片以提高计算机的运行速度。虽然这项技术还远没有达到商业应用，二维光子晶体已经被应用在光纤上。光子晶体光纤最早由Philip Russell在1998年制作，它相对于普通光纤有很多先进之处。
由于制作上的难度，三维晶体的研究远远落后于二维晶体，即使在半导体工业中也没有可以借鉴的方法来制造三维光子晶体。最近，一些科研组发展出一些有效的方法，不少样品被制作出来。[8] 例如，通过层层堆积方法制造出木料堆结构。又如，利用自组装方法──让大小均一的纳米尺寸微球通过自组装形成三维规则结构。
光子晶体体积非常小，在新的纳米技术中、光计算机、芯片等领域有广泛的应用前景。使用光子晶体制造的光子晶体光纤，也有比传统光纤更好的传输特性，可以进而应用到通信、生物等诸多前沿和交叉领域。
2005年美國的研究人員成功地使用兩種新式二維光子晶體，將光的群速度降低了超過一百倍。這項裝置未來可望被應用於各種光學系統及元件中，其中包括高功率、低閾值的光子晶體激光。
光子晶體也可以將拉曼光訊號放大一百萬倍。英國的Mesophotonics宣稱，該公司於2005年的Photonics West會議中發表這種結合光子晶體與表面增強拉曼光譜（surface enhanced Raman spectroscopy, SERS）的產品，由於靈敏度超高，未來可望應用在醫療診斷、藥物輸送，以至於環境監控上。

## 文献
1. J. W. S. Rayleigh, "On the remarkable phenomenon of crystalline reflexion described by Prof. Stokes." Phil. Mag. 26, 256-265. (1888)
2. V. P. Bykov, "Spontaneous emission in a periodic structure." Sov. Phys. JETP 35, 269-273 (1972)
3. V. P. Bykov, "Spontaneous emission from a medium with a band spectrum." Sov. J. Quant. Electron. 4, 861-871 (1975)
4. Yablonovitch, Gritter, Leung, Phys Rev Lett 67 (17) 2295-2298 (1991)
5. Krauss TF, DeLaRue RM, Brand S "Two-dimensional photonic-bandgap structures operating at near infrared wavelengths" NATURE vol. 383 pp. 699-702 (1996)
6. Review: S.Johnson (MIT) Lecture 3: Fabrication technologies for 3d photonic crystals, a survey http://ab-initio.mit.edu/photons/tutorial/L3-fab.pdf（页面存档备份，存于）